# 三村哲重
三村 哲重（みむら てつしげ、1949年（昭和24年）1月4日 - ）は、日本の医学者であり、教育者でもある。済生会西条病院、国立がん研究センターで研修を経て、岡山済生会総合病院に勤務。岡山大学医学部教授、日本肝胆膵外科学会の高度技能指導医となる。岡山県出身。

## 経歴

### 生い立ち
1949年（昭和24年）岡山県に生れる。その後、1964年（昭和39年）岡山県立高梁高等学校へ進学する。同期には、ソニー常務取締役となるFeliCaを開発した伊賀章、東芝副社長を務めた田井一郎がいる。1967年（昭和42年）同校を卒業する。同年、岡山大学医学部へ進学し、1973年（昭和48年）同大学を卒業する。

### 外科医として
岡大医学部を卒業後、岡山済生会総合病院外科で研修医として勤務する。同病院での4年の研修期間を経て、1977年（昭和52年）岡山大学病院第一外科へ所属する。その後、すぐに準へき地医療として、愛媛県西条市にある済生会西条病院へ赴任する。三村は赴任する前、四国の西条はへき地と言わないまでも医療後進地という先入観があったと後に述べている。しかし、この考えは後に、認識が異なっていたことが判明する。医療技術水準および医療を受ける側の意識があまり高くないのではと考えていたが、いざ仕事をしてみると日常診療、特に救急診療などは、非常にシステミックで、医療が進んでおり恵まれている地域だと理解したと述べていた。
愛媛で10年以上勤務した後、1988年（昭和63年）国立がんセンターで研修を行う。ここで、医療技術を向上させるため、肝がん手術の世界的権威である幕内雅敏に学んだ。肝臓は血管が密集し、手術は出血との闘いで困難であったが、幕内は、新しい術法を開発し成功率を上げていた。幕内により、術中超音波検査が導入され、また、肝臓を小さな区域毎に分けて、その部分だけ小さく切除する術法が開発される。三村は、これらの最新技術を幕内医師から学んだ。
この後、岡山済生会総合病院に勤め、外科医長、主任医長、診療部長を歴任し、2005年（平成17年）56歳のとき、同病院の副院長となる。これらの経験が認められ、出身校である岡山大医学部の臨床教授に就任した。三村はこれまで、消化器外科の中でも難易度が高い肝胆膵領域の手術数が計1793例（2013年末現在）と中四国で屈指の実績を誇っていた。また、日本肝胆膵外科学会の高度技能指導医にも認定されている。
2014年（平成26年）9月には、長年の活躍が認められ、がん撲滅に功績のあった個人、団体をたたえる山陽新聞社会事業団の第19回「松岡良明賞」を受賞した。また、2018年（平成30年）には、岡山県健康づくり財団から、長年のがん征圧事業功労者感謝状として、県知事感謝状が伊原木隆太岡山県知事より手渡されている。